# 埃姆瑟塔尔
埃姆瑟塔尔（德語：Emsetal，發音：[ˈɛmzəˌtaːl]，意为“埃姆瑟河谷”）是德国图林根州哥达县曾经的一个市镇，面积29.87平方千米，人口为人。2013年12月31日，埃姆瑟塔尔并入市镇瓦尔特斯豪森。